# Wasenmoos (Tettnang)
Das Gebiet Wasenmoos ist ein mit Verordnung vom 18. Oktober 1939 des Württembergischen Kultministers als höherer Naturschutzbehörde (Nachfolger ist das Regierungspräsidium Tübingen) ausgewiesenes Naturschutzgebiet (NSG-Nummer 4.025) im Nordosten der baden-württembergischen Stadt Tettnang im Bodenseekreis in Deutschland.

## Lage
Das rund 27 Hektar große Naturschutzgebiet Wasenmoos gehört naturräumlich zum Bodenseebecken und Oberschwäbischen Hügelland. Es liegt rund 2,4 Kilometer nördlich der Tettnanger Innenstadt in der Gemarkung Fünfehrlen, westlich des Ortsteils Blumenrain und östlich der Bundesstraße 467 bei Obermeckenbeuren, auf einer Höhe von 465 m ü. NN. Das NSG erstreckt sich in einer nord-südlich gerichteten Talung von Liebenau bis Kaltenberg. In der Literatur ist das NSG Wasenmoos unter anderem auch unter folgenden Bezeichnungen bekannt geworden: Wasenmoos südlich Liebenau, Wasenmoos bei Meckenbeuren oder Wasenmoos bei Obermeckenbeuren mit seiner nördlichen Fortsetzung, den Weiherwiesen von Liebenau.
Eine Verwechslung mit dem nicht weit entfernten NSG Wasenmoos bei Grünkraut südöstlich Ravensburg ist leicht möglich!

## Schutzzweck
Wesentlicher Schutzzweck ist die Erhaltung eines Flach- und Übergangsmoors auf einer würmeiszeitlichen Talwasserscheide, größtenteils abgetorft, mit Birken-Bruchwald.

### Flora und Fauna

#### Flora
Aus der schützenswerten Flora sind folgende Pflanzenarten (Auswahl) zu nennen:
- Gewöhnliche Moosbeere (Vaccinium oxycoccos); eine Vertreterin der Familie der Heidekrautgewächse (Ericaceae)
- Hänge-Birke (Betula pendula), auch Sand-, Weiß- oder Warzenbirke genannt; eine sommergrüne Laubbaum-Art aus der Familie der Birkengewächse
- Rauschbeere (Vaccinium uliginosum), auch Trunkelbeere oder Moorbeere; ist ein Strauch aus der Gattung der Heidelbeeren
- Rundblättriger Sonnentau (Drosera rotundifolia), auch Himmelstau, Herrgottslöffel oder Widdertod genannt; eine Art aus der Familie der Sonnentaugewächse (Droseraceae)
- Weißes Schnabelried (Rhynchospora alba); ein Vertreter der Familie der Sauergrasgewächse